# Mads Würtz
Mads Würtz Schmidt (31 de março de 1994) é um ciclista profissional dinamarquês que atualmente corre para a equipa Israel Start-Up Nation.

## Palmarés
2012
- Paris-Roubaix juniors

2015
- 3° no Campeonato da Dinamarca de Contrarrelógio
- 1 etapa da Volta à Dinamarca
- 1 etapa do Tour de l'Avenir
- Campeonato Mundial Contrarrelógio sub-23

2016
- Triptyque des Monts et Châteaux, mais 2 etapas
- 1 etapa da Volta à Dinamarca

## Resultados nas Grandes Voltas e Campeonatos do Mundo
| Carreira           | 2013 | 2014 | 2015 | 2016 | 2017 | 2018 | 2019  |
| ------------------ | ---- | ---- | ---- | ---- | ---- | ---- | ----- |
| Giro d'Italia      | -    | -    | -    | -    | -    | 81.º | -     |
| Tour de France     | -    | -    | -    | -    | -    | -    | 117.º |
| Volta a Espanha    | -    | -    | -    | -    | -    | -    | -     |
| Mundial em Estrada | -    | -    | -    | -    | -    | Ab.  | -     |

-: não participa 

Ab.: abandono 

## Equipas
- Cult Energy (2013-2014)
  - Team Cult Energy (2013)
  - Cult Energy Vital Water (2014)
- ColoQuick (2015)
- Team Trefor (2016)
- Team Katusha-Alpecin (2017-2019)
- Israel Start-Up Nation[1] (2020)